# Бьюл (город, Миннесота)
Бьюл (англ. Buhl) — город в округе Сент-Луис, штат Миннесота, США.
В 1900 году в городе было открыто почтовое отделение. Своё название город получил в честь Фрэнка Бьюла, занимавшегося бизнесом в горнодобывающей отрасли. В 1901 году город был инкорпорирован.
Площадь города — 9,22 км² (8,68 км² — суша, 0,54 км² — вода).
- FIPS-код города — 27-08524[2]
- GNIS-идентификатор — 0660903[3]

## Демография
По данным переписи 2010 года население города Бьюл составляло 1000 человек, 430 домашних хозяйств и 228 семей. Плотность населения — 115,3 чел. на км², плотность размещения жилья (насчитывается 496 построек) — 57,2 на км². Расовый состав: белые — 93,7 %, афроамериканцы — 1,7 %, коренные американцы — 2,1 %, азиаты — 0,4 %, представители двух и более рас — 2,1 %.
Из 430 домашних хозяйств 39,8 % представляли собой совместно проживающие супружеские пары (25,1 % с детьми младше 18 лет), в 8,1 % семей женщины проживали без мужей, в 5,1 % семей мужчины проживали без жён, 47 % не имели семьи. В среднем домашнее хозяйство ведут 2,11 чел, а средний размер семьи — 2,88 чел.
Население города по возрастному диапазону по данным переписи 2010 года распределилось следующим образом: 22,7 % — жители младше 18 лет, 6,2 % — между 18 и 24 годами, 24,1 % — от 25 до 44 лет, 26,1 % — от 45 до 64 лет, 20,9 % — в возрасте 65 лет и старше. Средний возраст населения — 42 года. От общего числа жителей было 52,8 % мужчин и 47,2 % женщин.
По состоянию на 2000 год медианный доход на одно домашнее хозяйство в городе составлял $31574, доход на семью — $34464. У мужчин средний доход — $35938, а у женщин — $21538. Средний доход на душу населения — $14828. 7,2 % семей или 13,2 % населения находились ниже порога бедности, в том числе 13,2 % молодёжи младше 18 лет и 11 % взрослых в возрасте старше 65 лет.